# Prosciurus
Prosciurus és un gènere de rosegador extint de la família dels aplodòntids, que actualment només conté una espècie vivent, el castor de muntanya. Visqué a Nord-amèrica i Àsia des de l'Eocè superior fins al Miocè. Se n'han trobat restes fòssils al Canadà, els Estats Units, Mongòlia i la Xina.